# Griesheim
Griesheim település Németországban, Hessen tartományban. Lakosainak száma 28 210 fő (2023. december 31.). Griesheim Büttelborn, Weiterstadt, Darmstadt, Pfungstadt, Riedstadt és Groß-Gerau községekkel határos.

## Népesség
A település népességének változása:
| Lakosok száma | 27 258 | 27 435 | 27 357 | 27 837 | 28 210 |
|               | 2017   | 2019   | 2021   | 2022   | 2023   |